# Cavizzana
Cavizzana és un municipi italià, dins de la província de Trento. L'any 2007 tenia 246 habitants. Limita amb els municipis de Caldes i Cles.

## Administració
| Període | Identitat     | Partit        |
| ------- | ------------- | ------------- |
| 2005-   | Luciano Rizzi | Llista cívica |